# Henry Lascelles

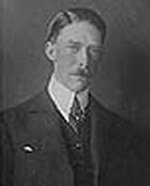
Henry Lascelles

Henry George Charles Lascelles, 6th Earl of Harewood (KG, Royal Victorian Order (GCVO), Distinguished Service Order, Territorial Decoration; Londen, 9 september 1882 — Harewood (West Yorkshire), 23 mei 1947) was een Brits soldaat, edelman en landeigenaar. Zijn ouders waren Henry Lascelles, 5th Earl of Harewood en Lady Florence Bridgeman.
Op 28 februari 1922 trouwde hij met prinses Mary Windsor, de enige dochter van koning George V en diens echtgenote koningin Mary.
Ze kregen twee kinderen:
- George Henry Hubert Lascelles, 7th Earl of Harewood (7 februari 1923 - 11 juli 2011)
- Gerald David Lascelles (21 augustus 1924 - 27 februari 1998)

Henry stierf in 1947 op 64-jarige leeftijd in zijn huis, Harewood House.

## Titels
- The Honourable Henry Lascelles (1882-1892)
- Viscount Lascelles (1892-1929)
- The Right Honourable The Earl of Harewood (1929-1947)